# “新たな強さ”を探して 池江璃花子 パリへの苦闘
「“新たな強さ”を探して 池江璃花子 パリへの苦闘」（あらたなつよさをさがして いけえりかこ パリへのくとう）は、NHK総合テレビで2024年7月15日21:30 - 22:16に『NHKスペシャル』で放送されたスポーツドキュメンタリー番組。

## 概要
2020年5月9日に放送された「ふり向かずに 前へ 池江璃花子 19歳」および2021年1月10日に放送された「池江璃花子 ハタチの決意」、同じく2021年4月10日に放送された「池江璃花子 新たな挑戦」に続く競泳選手・池江璃花子の密着ドキュメント第4弾。

## 出演
- 池江璃花子

## 再放送
2024年7月23日 2:06 - 2:53(22日深夜)